# Koskullskulle Allmänna Idrottsförening
Koskullskulle Allmänna Idrottsförening (Kos AIF) är en idrottsförening i Koskullskulle bildad 1919. 2023 hade föreningen cirka 80 medlemmar.
Första lördagen i mars anordnar Kos AIF skidtävlingen Nautanenloppet på 10 kilometer. Kriterium för deltagande är anknytning till Koskullskulle eller Tjautjas, och fram till 2011 gällde regeln, att tävlande måste vara minst 35 år fyllda.

## Historik
Föreningen var på 1940-talet framstående i Norrbotten inom skidåkning, fotboll och gymnastik. Kos AIF hade 65 medlemmar 1940. Klubbens Sonja Olofsson vann SM 1937 för damer i skidor på 10 kilometer, och året därpå vann Kos AIF lag-SM på samma distans.
Backhoppning var sedan 1920-talet en populär sport i Koskullskulle och som Kos AIF vann framgångar inom. Ovanför Lina älv restes 1928 en hoppbacke kallad Frejabacken med en K-punkt på 45 meter. Där tränade backhoppare som Kurt Elimä och Jan Boklöv. Boklöv vann bland annat världscupen 1988/89. Frejabacken saknade lift och plastmatta, och kunde därför inte nyttjas sommartid. Därför var Kos AIF:s elever på 1980-talet tvungna att träna i Rovaniemi. Hopprekordet i Frejabacken var 50 meter, men banan var så kort att eleverna svårligen kunde träna i den för att sedan tävla i 70–90 meter långa banor. Ordförande Kjell Lindkvist och Kos AIF:s främsta namn, Jan Holmlund, svensk mästare och tävlande i OS i Lake Placid 1980, hoppades på en helt ny backe på Dundret; annars befarades verksamheten vara hotad.
Ännu på 1980-talet tränades ett femtiotal ungdomar från sex år och uppåt backhoppning hos Kos AIF. Föreningen bad landshövding Curt Boström om en ny hoppbacke på Dundret i Gällivare, så internationella tävlingar kunde hållas. I november 1990 invigdes hoppbacken Dundretkullen i Gällivare, men i början på 2000-talet hade intresset svalnat, och kommunen sålde 2005 den då redan nedgångna anläggningen. Frejabacken blev obrukbar på grund av vandalism och skogsavverkningar, vilka gjorde backen utsatt för vind. Frejabacken revs 2017.